# Saison 1990-1991 du Football Club de Grenoble rugby
Cette page présente la saison 1990-1991 du Football club de Grenoble rugby.

## Les matchs de la saison

### Poules de brassage (20 groupes de 4)
Grenoble termine en tête de sa poule de brassage avec 6 victoires en 6 matchs dans une poule composée de Mont de Marsan, Mielan et Valence d’Agen.

### À domicile
- Grenoble-Mont de Marsan 43-10
- Grenoble-Miélan 29-9
- Grenoble-Valence d’Agen 24-6

### À l’extérieur
- Mont de Marsan-Grenoble 3-9
- Miélan-Grenoble 3-21
- Valence d’Agen-Grenoble 15-25

### Poules de qualification
Dans la deuxième phase, Grenoble termine 4e de sa poule avec 8 victoires, 2 nuls et 4 défaites.
Meilleur 4e avec Perpignan, il doit céder la qualification aux Catalans malgré un meilleur goal-average car ces derniers comptent moins de joueurs punis durant la saison.

### À domicile
- Grenoble-Biarrirz 21-8
- Grenoble-Le Creusot 18-12
- Grenoble-Lourdes 42-3
- Grenoble-Narbonne 12-20
- Grenoble-Oloron 51-6
- Grenoble-SBUC 39-9
- Grenoble-Toulon 9-3 (Léon Loppy brise la mâchoire de Stéphane Geraci d’un coup de poing. Voulant toute la partie le venger, Gilbert Brunat est expulsé pour lui avoir donné un coup de pied au sol.)

### À l’extérieur
- Biarritz-Grenoble 6-0
- Le Creusot-Grenoble 9-7
- Lourdes-Grenoble 9-9
- Narbonne-Grenoble 19-19
- Oloron-Grenoble 3-28
- SBUC-Grenoble 6-18
- Toulon-Grenoble 15-9 (Les retrouvailles sont tendus entre Gilbert Brunat et Léon Loppy qui après maintes et maintes bagarres sont expulsés par M. Desclaux et continuent de se battre jusque dans le tunnel des vestiaires. Cette double expulsion de Gilbert Brunat privera Grenoble des huitièmes de finale.)

## Classement des 5 poules de 8
Les équipes sont listées dans leur ordre de classement à l'issue de la première phase qualificative. Les trois premiers de chaque poule et le meilleur quatrième du groupe A sont qualifiés pour disputer les huitièmes de finale.
| - AS Béziers - Stade toulousain - FC Auch - Aviron bayonnais - RRC Nice - RC Chalon - CA Périgueux - US Romans              | - Biarritz olympique - RC Narbonne - RC Toulon - FC Grenoble - CO Le Creusot - FC Lourdes - Stade bordelais UC - FC Oloron                     | - CA Bègles-Bordeaux - RC Nîmes - CA Brive - USA Perpignan - US Colomiers - Stade ruthénois - US Montauban - US Bergerac |
| - Stadoceste tarbais - US Dax - Stade montois - SU Agen - Castres olympique - US Cognac - CS Bourgoin-Jallieu - SA Hagetmau | - Racing club de France - AS Montferrand - Montpellier RC - Stade montchaninois - Section paloise - SC Mazamet - Stade rochelais - US bressane | |

## 1/8ede finale
Les équipes dont le nom est en caractères gras sont qualifiées pour les quarts de finale.
| Équipe 1           | Équipe 2              | Match aller | Match retour |
| ------------------ | --------------------- | ----------- | ------------ |
| USA Perpignan      | AS Béziers            | 15-9        | 3-27         |
| Biarritz olympique | RC Nîmes              | 13-10       | 12-18        |
| Montpellier RC     | Stadoceste tarbais    | 18-9        | 3-18         |
| RC Toulon          | CA Bègles-Bordeaux    | 18-9        | 6-22         |
| Stade montois      | RC Narbonne           | 15-12       | 0-51         |
| CA Brive           | Stade toulousain      | 9-9         | 12-15        |
| US Dax             | AS Montferrand        | 9-15        | 38-22        |
| FC Auch            | Racing club de France | 18-15       | 3-43         |

## Quarts de finale
Les équipes dont le nom est en caractères gras sont qualifiées pour les demi-finales.
| Équipe 1           | Équipe 2              | Résultat |
| ------------------ | --------------------- | -------- |
| AS Béziers         | RC Nîmes              | 30-17    |
| Stadoceste tarbais | CA Bègles-Bordeaux    | 8-19     |
| RC Narbonne        | Stade toulousain      | 6-24     |
| US Dax             | Racing club de France | 6-18     |

## Demi-finales
| Équipe 1         | Équipe 2              | Résultat |
| ---------------- | --------------------- | -------- |
| AS Béziers       | CA Bègles-Bordeaux    | 12-13    |
| Stade toulousain | Racing club de France | 13-12    |

## Finale
| Équipes | CA Bègles-Bordeaux - Stade toulousain |
| Score   | 19-10                                 |
| Date    | 1er juin 1991                         |
| Stade   | Parc des Princes                      |
| Arbitre | Patrick Robin                         |

## Challenge Yves du Manoir
Grenoble termine 3e de son groupe derrière Narbonne et Béziers.

### À domicile
- Grenoble-Béziers 22-6
- Grenoble-Narbonne 18-15
- Grenoble-Perpignan 16-12

### À l’extérieur
- Béziers-Grenoble 19-15
- Narbonne-Grenoble 21-9
- Perpignan-Grenoble 33-3

## Entraîneur
L'équipe professionnelle est encadrée par
| Nom             | Poste      | Nationalité |
| --------------- | ---------- | ----------- |
| Michel Ringeval | Entraîneur | France      |

## Effectif de la saison 1990-1991
| Nom                    | Poste                  | Naissance        | Nationalité    |
| ---------------------- | ---------------------- | ---------------- | -------------- |
| Jean-Claude Alexandre  | Pilier                 | 19 juin 1958     | France         |
| Franck Capdeville      | Pilier                 | 26 mai 1964      | France         |
| Thierry Dejoux         | Pilier                 | 5 avril 1969     | France         |
| Salvatore Dibilio      | Pilier                 | 21 mars 1969     | France         |
| Olivier Pataud         | Pilier                 | -                | France         |
| Christophe Righetti    | Pilier                 | 13 août 1968     | France         |
| Jean-Marc Romand       | Pilier                 | 27 mars 1957     | France         |
| Philippe Tapié         | Pilier                 | 2 novembre 1966  | France         |
| Jean-Philippe Cantin   | Talonneur              | 3 août 1966      | France         |
| Éric Ferruit           | Talonneur              | 10 juillet 1962  | France         |
| Olivier Brouzet        | Deuxième ligne         | 22 novembre 1972 | France         |
| Hervé Chaffardon       | Deuxième ligne         | 27 août 1965     | France         |
| Pierre Jullien         | Deuxième ligne         | -                | France         |
| Jean-philippe Magellan | Deuxième ligne         | 17 février 1970  | France         |
| Frédéric Nibelle       | Deuxième ligne         | 6 juin 1966      | France         |
| Yves Théron            | Deuxième ligne         | 16 juin 1962     | France         |
| Gilbert Brunat         | Troisième ligne aile   | 28 janvier 1958  | France         |
| Michel Malafosse       | Troisième ligne aile   | 23 juin 1966     | France         |
| Christophe Monteil     | Troisième ligne aile   | 31 décembre 1961 | France         |
| Jean-Yves Morel        | Troisième ligne aile   | 10 février 1969  | France         |
| Frédéric Simiand       | Troisième ligne aile   | 8 octobre 1967   | France         |
| Patrice Vacchino       | Troisième ligne aile   | 15 juillet 1970  | France         |
| Stéphane Geraci        | Troisième ligne centre | 3 août 1966      | France         |
| Dominique Mazille      | Demi de mêlée          | 10 décembre 1961 | France         |
| Patrick Barthélémy     | Demi d'ouverture       | 7 octobre 1963   | France         |
| Alain Gély             | Centre                 | 25 janvier 1963  | France         |
| Thierry Picard         | Centre                 | 16 juillet 1965  | France         |
| Jean-Philippe Rey      | Centre                 | 25 mai 1963      | France         |
| Charl Snyman           | Centre                 | 3 août 1967      | Afrique du Sud |
| Michel Chiecchino      | Ailier                 | 10 décembre 1967 | France         |
| Philippe Meunier       | Ailier                 | 19 juin 1963     | France         |
| Pascal Villard         | Ailier                 | 22 février 1969  | France         |
| Stéphane Weller        | Ailier                 | 13 juin 1966     | France         |
| Mathias Michelis       | Arrière                | 24 décembre 1970 | France         |
| Stéphane Trouilloud    | Arrière                | 6 février 1969   | France         |
| Frédéric Vélo          | Arrière                | 4 janvier 1966   | France         |

### Équipe-Type
1. Philippe Tapié  2. Éric Ferruit 3. Franck Capdeville 

4. Frédéric Nibelle ou Yves Théron 5. Hervé Chaffardon 

6. Gilbert Brunat 8. Stéphane Geraci 7. Christophe Monteil ou Patrice Vacchino 

9. Dominique Mazille  10. Patrick Barthélémy 

11. Philippe Meunier 12. Thierry Picard ou Jean-Philippe Rey 13. Alain Gély 14. Stéphane Weller 

15. Frédéric Vélo 